# Амилоза

Структура амилозы

Амилоза (от др.-греч. ἄμυλον — «крахмал») — один из основных полисахаридов, составляющих крахмал. Образована линейными или слаборазветвлёнными цепочками остатков альфа-глюкозы, соединённых гликозидными связями между 1-м и 4-м углеродными атомами: α-(1→4).
По структуре молекул подобна амилопектину и гликогену, но её цепочки значительно менее разветвлены.

## Свойства
Молекулярная масса — от 50 000 до 160 000. С раствором иода даёт тёмно-синее окрашивание. Нерастворима в холодной воде.

## Содержание в крахмале
Доля амилозы в картофельном, кукурузном, пшеничном крахмале 19—24 %, в рисовом 17 %, в яблочном 100 %